# المحمدين (آيت الطالب)
المحمدين هي إحدى مشيخات المملكة المغربية، تتبع جغرافيا لإقليم الرحامنة وإداريًا لآيت الطالب. يقدر عدد سكانها بـ 2585 نسمة حسب الإحصاء الرسمي للسكان والسكنى لسنة 2004.